# John Fletcher (dramatiker)
John Fletcher, född i december 1579 i Rye i Sussex, död i augusti 1625, var en engelsk dramatiker, brorson till Giles Fletcher den äldre, son till biskop Richard Fletcher (död 1596), en kalvinsk prästman, som officierade vid Maria Stuarts avrättning. 
Under sin studietid i Cambridge, troligen vid Corpus Christi College där Fletcher skrevs in vid elva års ålder, fick han 1606 eller 1607 sitt första lustspel, The Women-Hater uppfört. Efter att härpå slagit sig in i Londons dynamiska teatervärld följde de under ett åttaårigt intimt samarbete med Francis Beaumont skrivna och verkningsfulla tragedierna Philaster och The Maid's Tragedy med flera samt komedier som The Knight of the Burning Pestle och Coxcomb. Frågan om de båda författarnas respektive andel i dessa skådespel är än idag livligt omdebatterad.
Fletcher skrev dessutom troligen ensam tragedin Thierry and Theodoret och (1609 eller 1610) herdespelet The Faithful Shepherdess, av eftervärlden ansedd som ett av de bästa alstren i England av denna diktart. Efter Beaumonts död 1616 författade Fletcher dels ensam, dels i samarbete med andra – mestadels med Massinger, men även med Rowley och Shirley – tragedierna Bonduca och Sir John van Olden Barnavelt, vidare The Pilgrim, The False One, A Wife for a Month, sedekomedierna Rule a Wife and Have a Wife och The Little French Lawyer, det livfulla lustspelet The Wildgoose-Chase med flera. 
I hans senare komedier röjer sig ett växande spanskt inflytande (från Cervantes). Fletcher anses ha haft stor andel i Shakespeares Henrik VIII, och man har velat spåra Shakespeares hand i vissa partier av det Fletcher tillskrivna, under bägges namn 1634 utgivna skådespelet The Two Noble Kinsmen. Fletcher och Beaumont var högt uppburna av publiken, efter vars smak för naturalistisk skildring de fogade sig. Betydande dramatisk skicklighet, kraftig karaktärsteckning och – hos Fletcher – lekande humor utmärkte flera av deras dramer.